# Toporzyk (Połczyn-Zdrój)
Toporzyk (deutsch Bramstädt) ist ein Dorf im Powiat Świdwiński (Schivelbeiner Kreis) der polnischen Woiwodschaft Westpommern. Es gehört zur Landgemeinde Połczyn-Zdrój (Bad Polzin) und hat etwa 200 Einwohner.

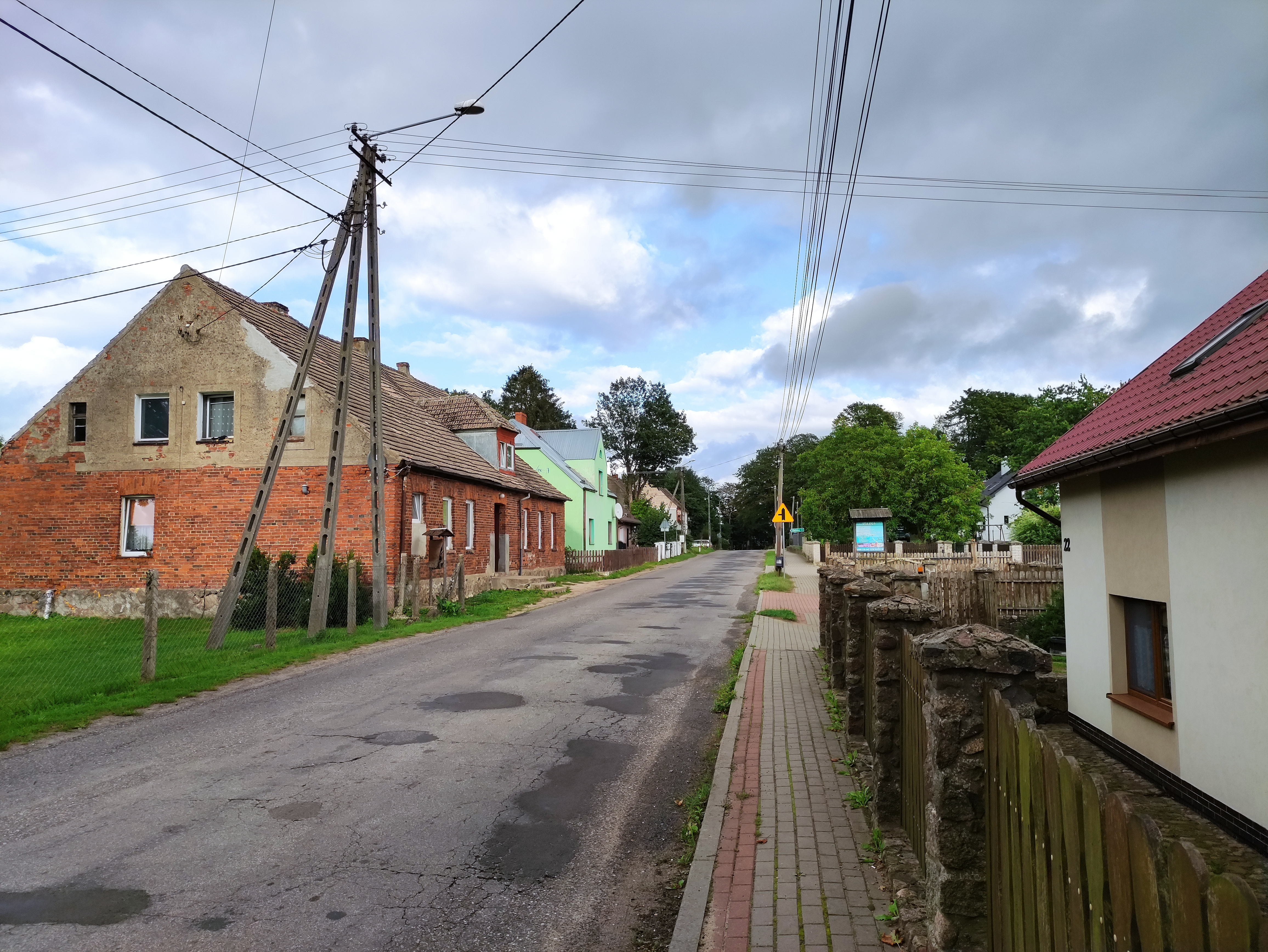
Dorfstraße (Aufnahme 2022)

## Geographische Lage
Das Dorf liegt in Hinterpommern, etwa neun Kilometer südsüdwestlich von Połczyn-Zdrój (Bad Polzin).

## Etymologie
Ortsnamen wie Bramstädt mit der Endung „städt“ (wie „-stadt“, „-stedt“ usw. = „Stelle“) sind deutsch. Den Zusatz „Bram-“ erhielt der Ort wegen der zahlreich vorkommenden Brombeere, die hier im Volksmund „Brom“ oder „Bram“ genannt wurde.

## Geschichte
Bramstädt lag bis 1945 direkt an der Grenze zum neumärkischen Landkreis Neustettin (heute polnisch: Szczecinek). Zur Gemeinde gehörten die Vorwerke Althütten (Dobino), Klockow (Kłokowo) und Rohberg.
1591 wurde Bramstädt im Kirchenmatrikel „ein vor kurzen Jahren im Polziner Busch erbautes neues Dorf“ genannt. Als Lehnsherren werden die von Manteuffel aus Polzin und Arnhausen (Lipie) ebenso genannt, wie Caspar Otto von Glasenapp aus Gramenz (Grzmiąca).
In den Folgejahren werden Besitzungen derer von Puttkamer und von Lossow erwähnt.
In der 1500 Hektar Landfläche umfassenden Gemeinde Bramstädt wurden im Jahre 1939 712 Einwohner in 196 Haushaltungen gezählt. Die Zahl hatte sich nach 1843 (294 Einwohner) und 1855 (378) verdoppelt. Bramstädt war ein eigener Amtsbezirk mit Sitz eines Standesamtes und eines Polizeireviers. Amtsgerichtsbezirk war Bad Polzin.
Um 1930 hatte Bramstädt acht Wohnplätze:
- Alt Hütten
- Bramstädt
- Klockow
- Kolonie Alt Hütten
- Kolonie Bramstädt
- Kolonie Klockow
- Rohrberg
- Rudolphshöhe

Im Jahr 1945 gehörte Bramstädt zum Landkreis Belgard (Persante) im Regierungsbezirk Köslin der preußischen Provinz Pommern des Deutschen Reichs. Bramstädt war Sitz des Amtsbezirks Amt Bramstädt. Letzte Amtsträger vor 1945 waren Bürgermeister Gustav Cornell, Amtsvorsteher Georg Klix und Standesbeamter Gerhard Ludwig. Die polizeilichen Aufgaben nahm bis zuletzt Oberlandjäger Iwanski wahr.
Im März 1945 wurde Bramstädt von der Roten Armee besetzt. Nach Beendigung der Kampfhandlungen wurde die Region seitens der sowjetischen Besatzungsmacht zusammen mit ganz Hinterpommern und der südlichen Hälfte Ostpreußens – militärische Sperrgebiete ausgenommen – der Volksrepublik Polen zur Verwaltung überlassen. Es wanderten nun Polen zu, unter anderem auch aus dem ukrainischen Landkreis Tarnopol. Bramstädt  wurde unter der polnischen Ortsbezeichnung „Toporzyk“ verwaltet. In der Folgezeit wurde die einheimische Bevölkerung von der polnischen Administration aus Bramstädt vertrieben.
Das Dorf gehörte bis 1954 zu Połczyn-Zdrój, wurde vorübergehend eine selbständige Gemeinde, dann aber wieder mit Połczyn-Zdrój zusammengeschlossen, dessen Ortsteil Toporzyk es heute noch ist und damit zum neu gebildeten Powiat Świdwiński gehört.

## Kirchspiel

### Kirchengemeinde
Die Pfarre Bramstädt bestand nur bis zum 17. Jahrhundert. Als im Polnischen Krieg das Dorf im Feuer aufging, schlossen sich Bramstädt und Reinfeld (heute polnisch: Bierzwnica) zu einem Kirchspiel zusammen. Erst 1898 wurde Bramstädt wieder von Reinfeld getrennt und zu einer selbständigen Kirchengemeinde erhoben.
Zur Kirchengemeinde Bramstädt gehörten die Orte Althütten (Dobino) und Klockow (Kłokowo) sowie – aus dem Landkreis Neustettin – die Dörfer Neu Liepenfier (Lipno), Schmalzenthin (Smołdzięcino) und Zemmin (Cieminko). Im Jahr 1940 waren 1298 Gemeindeglieder registriert.
Toporzyk gehört heute zur Kirchengemeinde Koszalin (Köslin) in der Diözese Pommern-Großpolen der polnischen Evangelisch-Augsburgischen (lutherischen) Kirche.

### Pfarrkirche
Die Kirche, ein ansehnlicher massiver Ziegelsteinbau mit hohem, schlanken Turm, wurde um 1860 unter Verwendung von Stilelementen der Neugotik und Neoromanik errichtet. Weit sichtbar liegt sie erhöht an der Dorfstraße und bietet 600 Menschen Platz. Die drei Stahlglocken brauchten im Krieg nicht abgeliefert zu werden. Kirche mit Pfarrhaus, beide zwischenzeitlich mehrfach renoviert, sind heute im Besitz der römisch-katholischen Kirche in Polen. Am 1. Oktober 1946 wurde die Kirche unter dem Patronat der Himmelfahrt Mariens neu geweiht und 1957 eine katholische Parochie Toporzyk gegründet.

### Pfarrer
Nach der 1898 wieder hergestellten Selbständigkeit der Pfarre Bramstädt waren tätig:
- Pfarrer Paul Kamecke, 1898–1936, und
- Pfarrer Werner Griesbach, 1936–1945

## Schule
Bereits im Jahre 1862 gab es in Bramstädt eine zweiklassige Schule, 1913 wurde ein zusätzlicher Unterrichtsraum eingerichtet. Zuletzt hatte die Gemeinde zwei Schulen: die Dorfschule in Bramstädt mit einem Lehrer sowie die Schule Bramstädt-Abbau und Althütten mit zwei Lehrern.
Im Jahr 1928 wurden 35 Jungen und 39 Mädchen unterrichtet. Der Name des letzten Lehrers vor 1945 war Krüger.
Im Jahr 1962 bekam in Toporzyk ein neues Schulgebäude, und das Dorf wurde zum Hauptschulort der umliegenden Ortschaften.

## Verkehr
Das Dorf ist über die Hauptstraße 173 nach Drawsko Pomorskie (Dramburg) erreichbar.
Bis 1991 war das Dorf Bahnstation an der Strecke Połczyn-Zdrój (Bad Polzin) – Złocieniec (Falkenburg) am Rande des Landschaftsschutzparks Dramburg (poln. Drawski Park Krajobrazowy).

## Persönlichkeiten

### Söhne und Töchter des Ortes
- Heinz Friedrich Kamecke (1902–1982), deutscher Schriftsteller